# Wspólnota administracyjna Wilburgstetten
Wspólnota administracyjna Wilburgstetten – wspólnota administracyjna (niem. Verwaltungsgemeinschaft) w Niemczech, w kraju związkowym Bawaria, w rejencji Środkowa Frankonia, w regionie Westmittelfranken, w powiecie Ansbach. Siedziba wspólnoty znajduje się w miejscowości Wilburgstetten, a jej przewodniczącym jest Martin Schuster.
Wspólnota administracyjna zrzesza jedną gminę targową (Markt) oraz dwie gminy wiejskie (Gemeinde):
- Mönchsroth, 1 566 mieszkańców, 11,92 km²
- Weiltingen, gmina targowa, 1 359 mieszkańców, 24,02 km²
- Wilburgstetten, 2 068 mieszkańców, 25,28 km²